# Église de la Concepción (San Cristóbal de La Laguna)
L'église Nuestra Señora de la Concepción (Église Notre-Dame de la Concepción) est une église de la ville de San Cristóbal de La Laguna à Tenerife dans les îles Canaries (Espagne). Elle fut la première paroisse créée à Tenerife.
L'église fut construite en 1511 et a subi plusieurs changements et améliorations au cours des siècles. Sa caractéristique la plus frappante est que l'on peut monter sur la tour pour avoir une vue d'une grande partie de la ville de San Cristóbal de La Laguna. L'église a été déclarée monument historique national en 1948.
L'extérieur du temple à côté de la porte d'entrée est le monument au pape Jean-Paul II, un sculpteur polonais Czeslaw Dzwigaj représentant le souverain pontife béni avec deux enfants vêtus de costumes traditionnels des îles Canaries.

## Photos

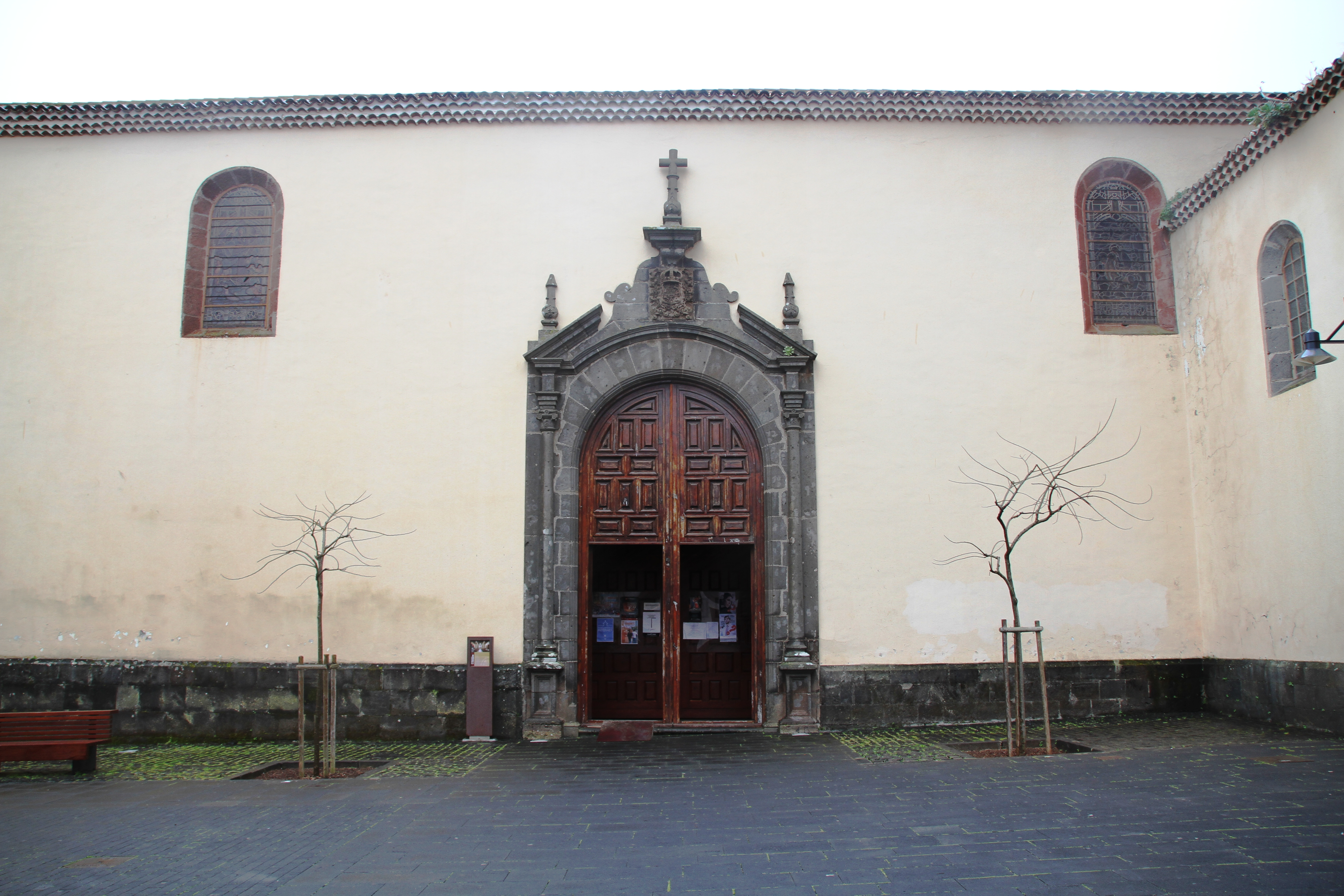
Extérieur
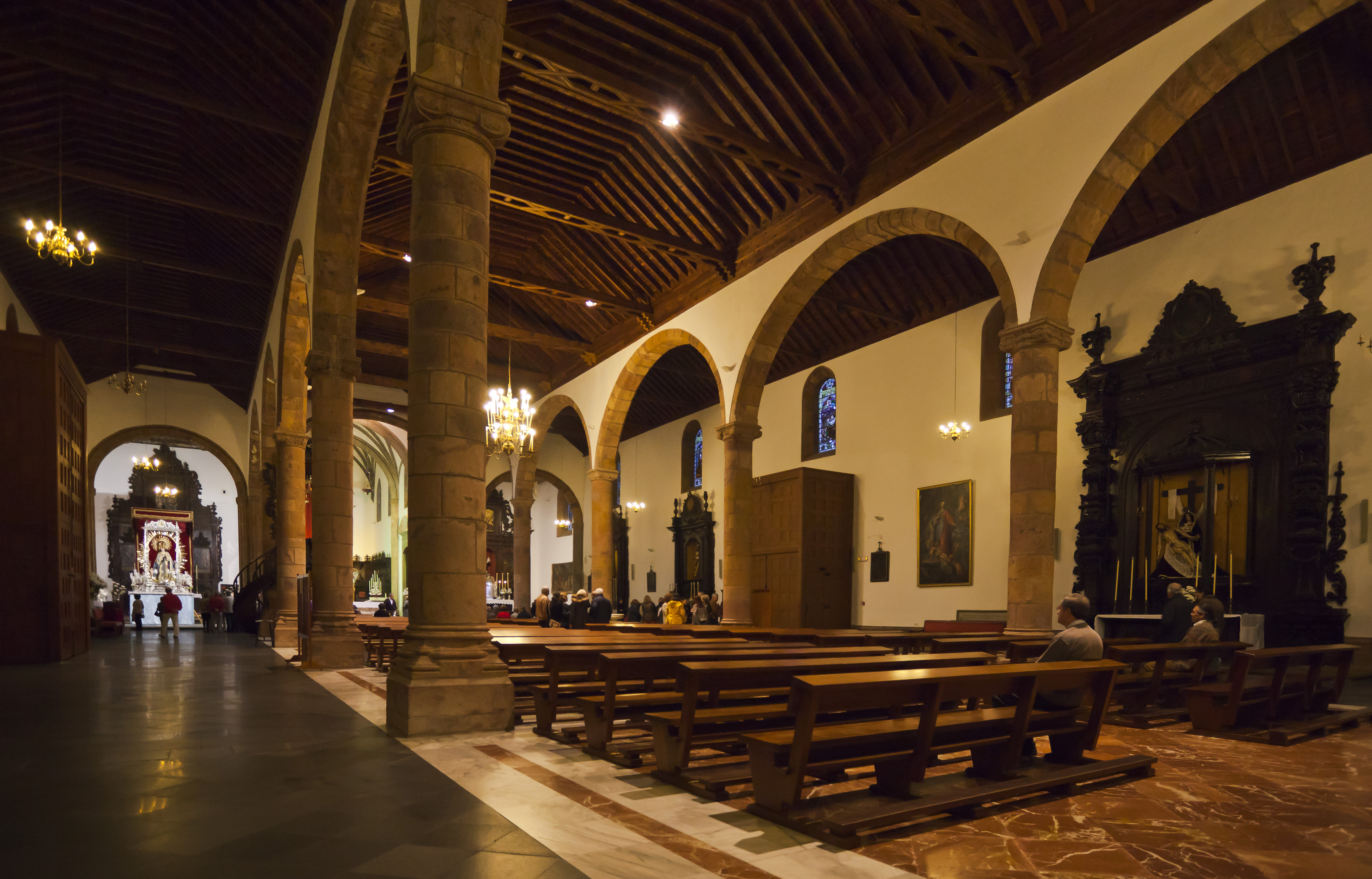
Intérieur de l'église
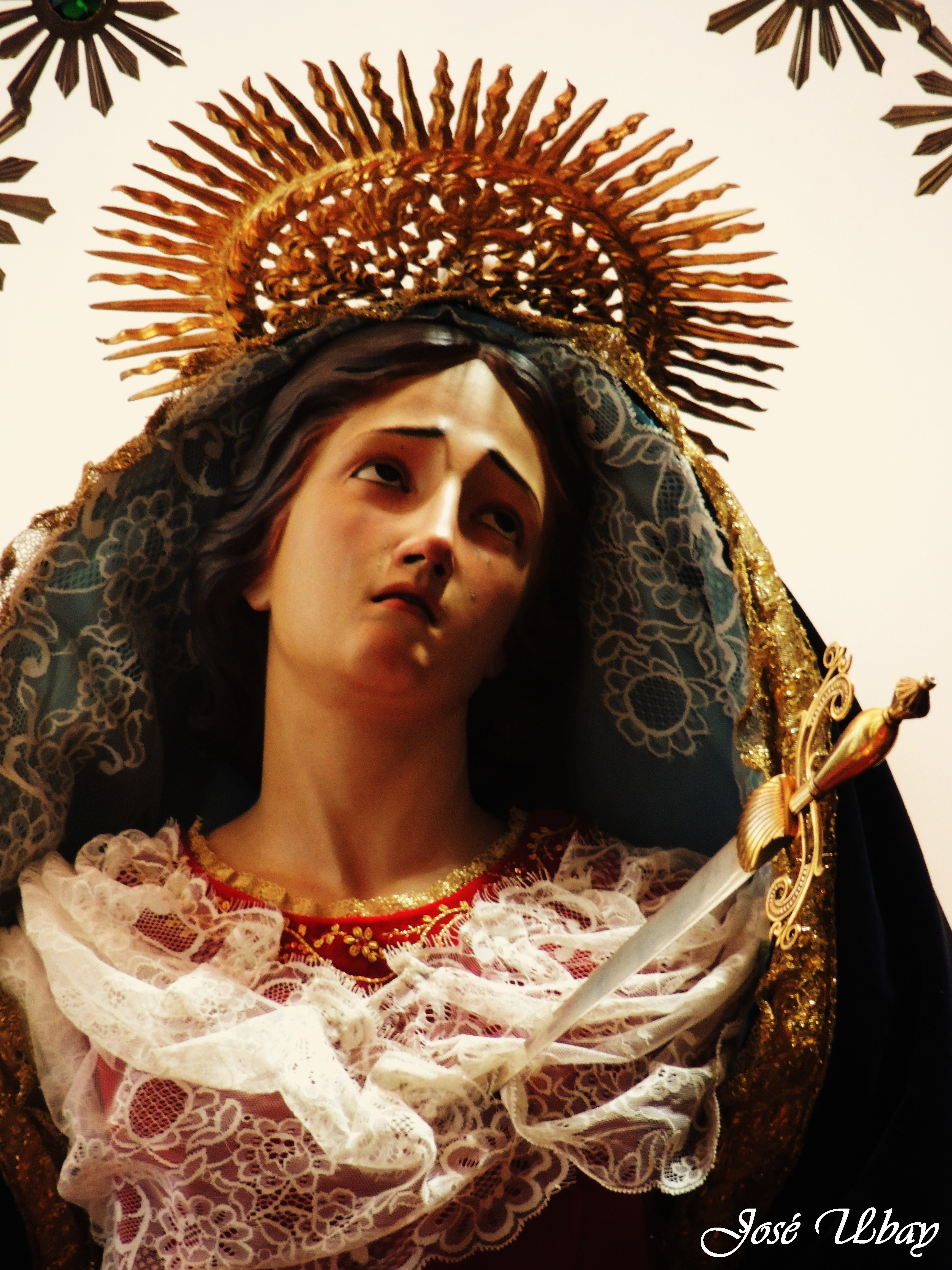
Notre-Dame des Douleurs
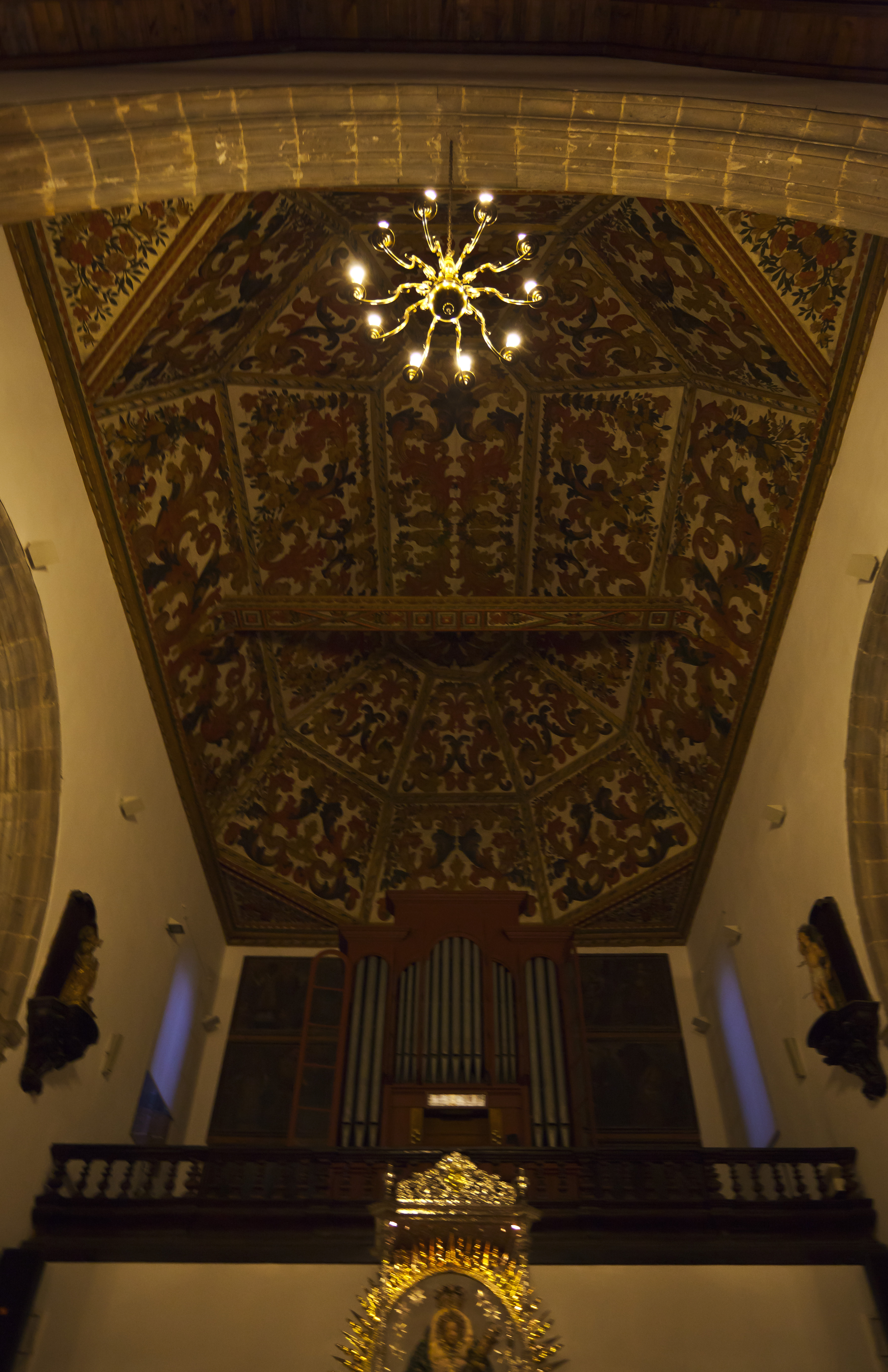
Plafond à caissons
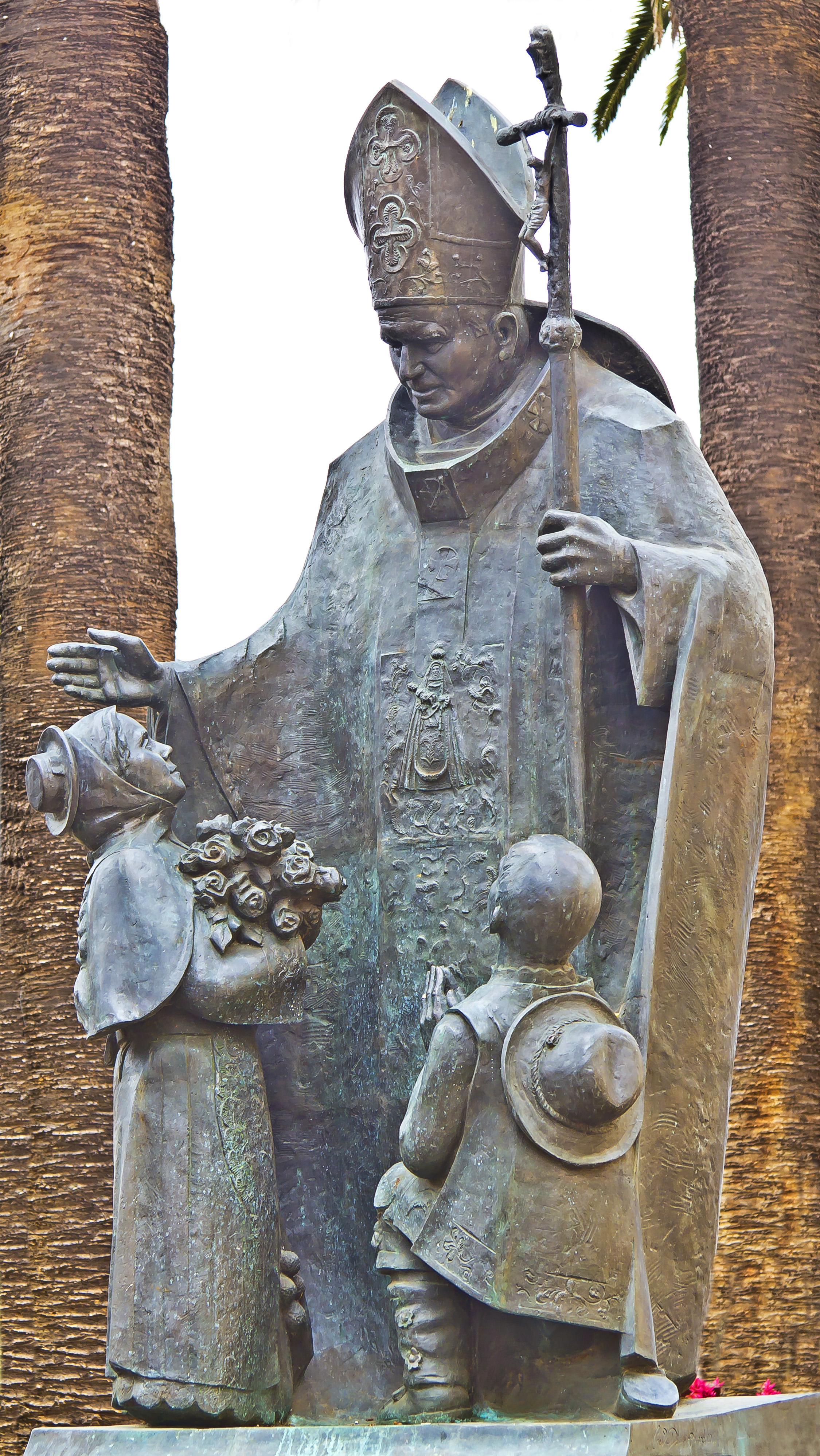
Statue de Jean-Paul II à l'extérieur du temple
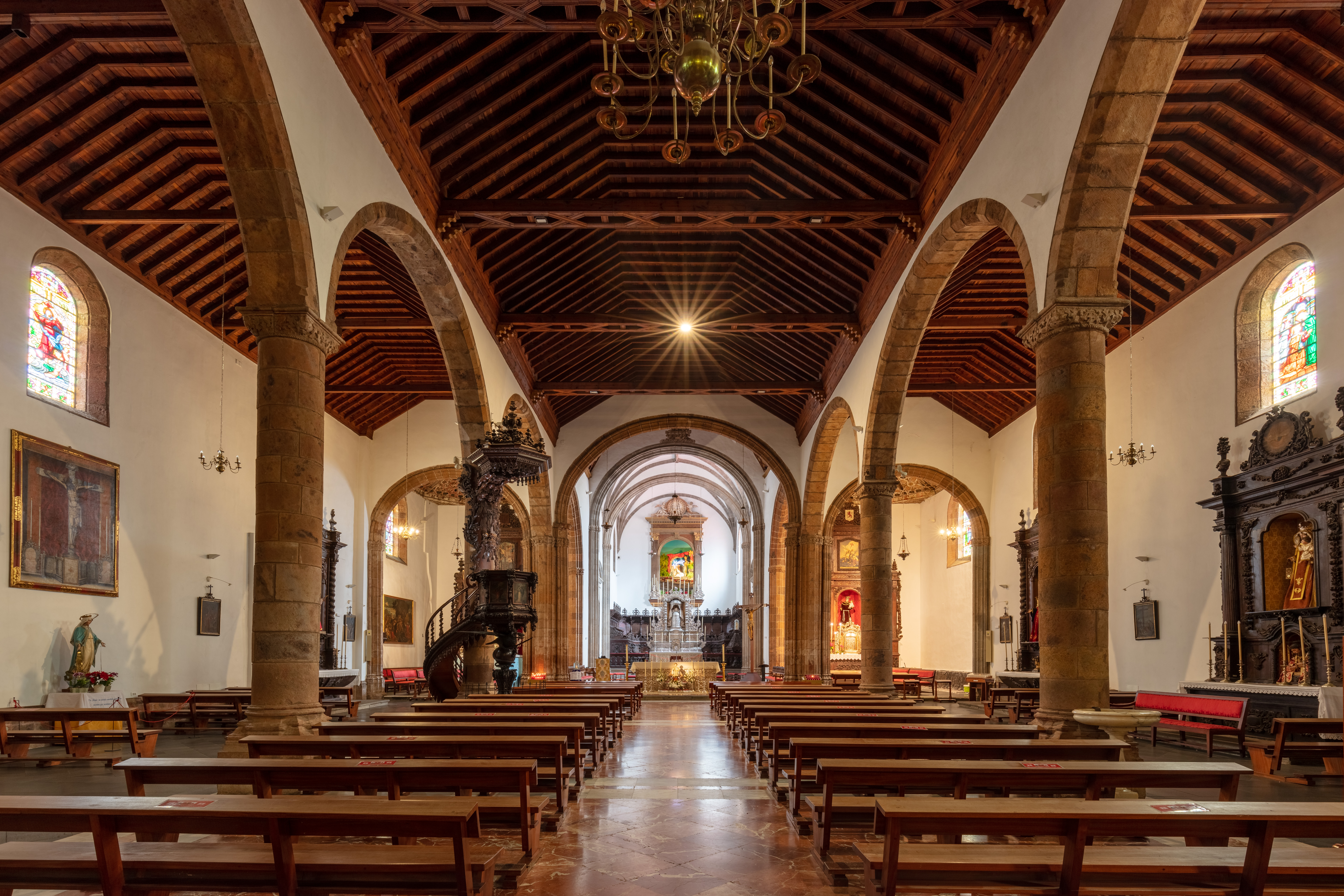
Intérieur de l'église. Janvier 2022.